# Gomolya
A gomolya vagy gömölye cipó vagy gömb alakú édes sajt. A gomolyakészítés hagyománya az Alföldön alakult ki a juhtej-feldolgozása során. 
A szó mély hangú gomolya változata inkább az Alföldön használatos. Gömbölyű csomó jelentésben tükörszava a környező szláv nyelvekben is használatos, a magyar nyelvbe ezek valamelyikéből, talán délszláv közvetítéssel került át.
A gomolya úgy készül, hogy a beoltott tejből készült túrót gomolyanyomó ruhával összefogják, a túróból a savó nagyját ruhán keresztül kinyomkodják, majd a négy sarkán összekötött kendőbe téve gerendára akasztva a maradékot kicsepegtetik belőle. 
Az így készült cipó alakú, 2–3 kg nagyságú sajtot a pásztorkunyhó eresze alatti polcon vagy a tető alatt álló gomolyaszárítón 4–5 napig szikkasztják. 
A gomolyát frissen vagy tartósítva, juhtúrónak feldolgozva fogyasztják.

## Receptek
- 1 liter nem fölözött tejből készült zsíros túrót össze kell keverni, majd kis kúp alakú formát (kb 5 dkg-os) kell összegyúrni. Deszkán, hűvös, szellős helyen kell szikkasztani. A parmezánhoz hasonlóan reszelhető. Az Alföldön nudlival népszerű.

## Lásd még
- Juhtúró